# فوریست (لوئیزیانا)
فوریست (به انگلیسی: Forest) شهری در ایالت لوئیزیانا کشور ایالات متحده آمریکا است که جمعیت آن در سرشماری سال ۲۰۱۰ میلادی، ۳۵۵ نفر بوده‌است.